# Ryan Flynn
Ryan Flynn (Edimburgo, 4 settembre 1988) è un calciatore scozzese, centrocampista dell'Arbroath.

## Palmarès

### Club

#### Competizioni nazionali
- Coppa d'Inghilterra: 1

Liverpool: 2005-2006
- Community Shield: 1

Liverpool: 2006
- Scottish Championship: 1

St. Mirren: 2017-2018
- Scottish League One: 1

Arbroath: 2024-2025

#### Competizioni giovanili
- FA Youth Cup: 2

Liverpool: 2005-2006, 2006-2007